# Machimus acutus
Machimus acutus är en tvåvingeart som beskrevs av Martin 1975. Machimus acutus ingår i släktet Machimus och familjen rovflugor. Inga underarter finns listade i Catalogue of Life.